# Réserve naturelle de Fiskumvannet
La réserve naturelle de Fiskumvannet est une réserve naturelle et un site ramsar norvégien situé dans la commune de Øvre Eiker, dans le comté de Buskerud . La réserve a été créée en 1974 ", afin de conserver une configuration particulière, avec une riche population d'oiseaux qui sont particulièrement scientifique et pédagogique de l'intérêt".
La réserve naturelle comprend le nord et l'ouest du lac Fiskumvannet; ses alentours et une grande partie des tourbières de Hegstadmyra. Fiskumvannet est un lac peu profond, relativement riche en éléments nutritifs. On y trouve des espèces en voie de disparition en Norvège tel que sarcelle d'été, fuligule milouinan,  harle piette et l'oie à bec court qui s'arrête ici se reposer avant de partir pour le Svalbard. 
La réserve est devenue, en 2013, site ramsar.